# 291
291 (CCXCI) var ett normalår som började en torsdag i den julianska kalendern.

## Händelser

### Okänt datum
- Diocletianus undertecknar fredsavtal med Aksum och Nubien.
- De åtta prinsarnas krig utbryter i Kina.
- Västgoterna omtalas för första gången.